# Mario Aurelio Poli
Mario Aurelio kardinál Poli (* 29. listopadu 1947, Buenos Aires) je argentinský římskokatolický kněz, arcibiskup a od roku 2014 také kardinál.

## Život
Narodil se 29. listopadu 1947 v Buenos Aires. Kněžské svěcení přijal 25. listopadu 1978 z rukou Juana Carlose Arambura. Po kněžském svěcení v roce 1978 působil jako vikář ve farnosti San Cayetano, v letech 1980–1987 byl představeným arcidiecézního semináře, 1988–1991 kaplan ženské kongregace Siervas del Espíritu Santo, 1988–1992 církevní asistent laické asociace Fraternidades y Agrupaciones Santo Tomás de Aquino. Od roku 1980 vyučoval církevní dějiny na teologické fakultě Papežské katolické univerzity v Argentině. V roce 2002 byl jmenován pomocným biskupem pro arcidiecézi Buenos Aires, biskupské svěcení přijal 8. února 2002 z rukou kardinála Bergoglia. V roce 2008 byl jmenován biskupem v diecézi Santa Rosa, v Argentinské biskupské konferenci měl na starosti agendu katolické výchovy a kněžství, později katecheze a biblické pastorace. 28. března 2013 jej papež František jmenoval svým nástupcem na místě arcibiskupa v Buenos Aires a 4. května 2013 ordinářem pro Argentinský ordinariát pro věřící východního ritu.
Dne 22. února 2014 jej papež František jmenoval kardinálem.